# Basilosauridae
I basilosauridi (Basilosauridae) sono un gruppo di cetacei, classicamente riferiti al gruppo degli archeoceti. Vissero tra l'Eocene medio e l'Oligocene (circa 41 - 28 milioni di anni fa) e i loro resti fossili sono stati ritrovati in tutti i continenti, compreso l'Antartide (Fostowicz-Frelik, 2003). Sono stati probabilmente i primi cetacei ad avere uno stile di vita essenzialmente acquatico.

## Descrizione
Il più grande tra i basilosauridi doveva essere Basilosaurus, che poteva superare i 17 metri di lunghezza; la maggior parte dei basilosauridi, in ogni caso, superava i 6 metri. I crani di questi animali erano lunghi in media 1,2 metri, mentre la coda (almeno nel genere Basilosaurus) era lunga tre quarti della lunghezza totale dell'animale.
I basilosauridi erano piuttosto diversi come aspetto dai cetacei attuali, anche se alcune caratteristiche dovevano già essere molto simili: la coda, ad esempio, possedeva una morfologia simile a quella delle forme attuali, e con ogni probabilità era dotata del doppio lobo carnoso orizzontale, tipico di balene e delfini. La dentatura dei basilosauridi, tuttavia, era molto diversa: i denti erano a forma di triangolo, e i molari erano dotati di denticoli accessori. Rispetto agli altri cetacei arcaici (raggruppati classicamente negli archeoceti), i basilosauridi erano sprovvisti del terzo molare superiore, e in generale i molari superiori non avevano il protocono, il trigonide e le terze radici linguali.
Gli arti posteriori erano fortemente ridotti ma ancora ben presenti, ma non si articolavano con la colonna vertebrale visto che mancavano vere e proprie vertebre sacrali. Gli arti anteriori dei basilosauridi erano dotati di un'ampia scapola a forma di ventaglio; omero, ulna e radio erano di forma appiattita e l'articolazione del gomito permetteva movimenti limitati (pronazione e supinazione erano impossibili). A causa di una notevole scarsità di fossili riguardanti gli arti anteriori degli altri archeoceti, non è chiaro se queste caratteristiche riguardassero solo i basilosauridi; in ogni caso, il protocetide Georgiacetus possiede almeno alcune caratteristiche tipiche dei basilosauridi (Uhen, 2002). 

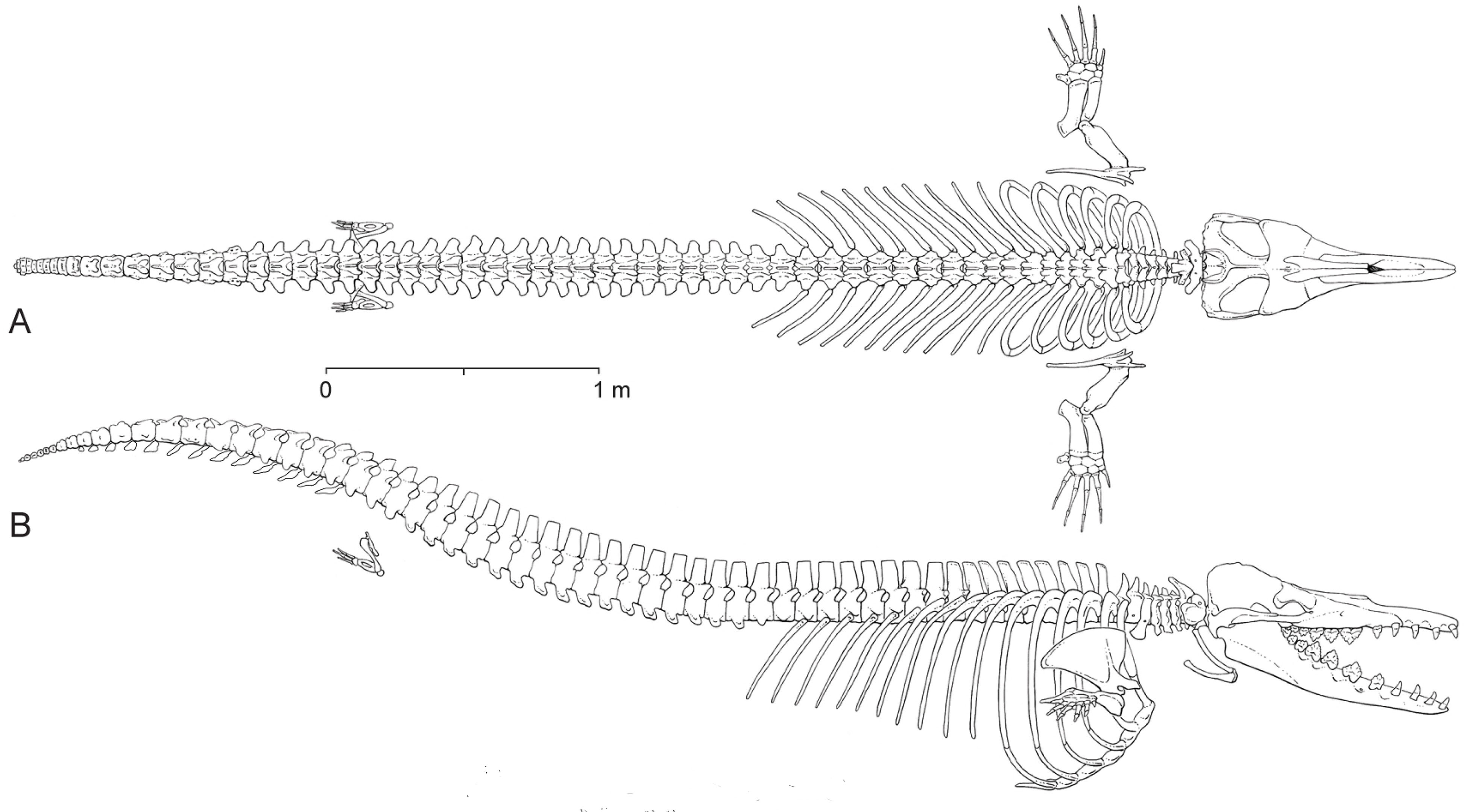
Ricostruzione dello scheletro di Dorudon atrox

Gli arti posteriori dei basilosauridi consistevano di un femore, una patella (rotula), tibia e perone, le ossa della caviglia e delle dita dei piedi. Sebbene il bacino fosse caratterizzato da un ileo ridotto (l'osso collegato all'osso sacro, che costituisce la base della colonna vertebrale negli in animali terrestri), esso possedeva un pube proporzionalmente grande. Non è chiaro se gli arti posteriori fossero funzionali; le articolazioni e i punti di inserzioni muscolari ben formati sulle ossa suggeriscono che essi potrebbero essere stati funzionali, ma anche che potrebbero essere stati completamente atrofizzati. In ogni caso, gli arti posteriori potrebbero essere stati utilizzati in modo simile agli pterigopodi degli squali, per guidare i lunghi corpi dei maschi e delle femmine nella posizione ideale per l'accoppiamento.

## Classificazione
La famiglia Basilosauridae venne istituita da Edward Drinker Cope nel 1867. I basilosauridi sono un gruppo di antichi cetacei, vissuti principalmente nel corso dell'Eocene superiore. Si svilupparono probabilmente nell'Eocene medio da antenati affini ai protocetidi, e si diversificarono molto verso la fine del periodo. Nell'Oligocene subirono una drastica riduzione, e si conoscono pochissime forme, scomparse in ogni caso entro la fine del periodo. Molti fossili di basilosauridi sono stati ritrovati negli Stati Uniti sudorientali e in Egitto, ma fossili ascritti a questa famiglia provengono da tutti i continenti. Gli unici fossili oligocenici attribuibili ai basilosauridi sono stati ritrovati in Perù e in Nuova Zelanda. Il nome del genere eponimo, Basilosaurus, significa "re lucertola", poiché inizialmente era stato erroneamente classificato come un rettile.
I basilosauridi sono solitamente attribuiti al vasto gruppo degli archeoceti (le "balene antiche"), attualmente ritenuto parafiletico e quindi privo di valore tassonomico. Nelle classificazioni moderne, i basilosauridi sono i più basali tra i Pelagiceti, il gruppo di cetacei che comprende le forme essenzialmente acquatiche (e ovviamente comprende balene e delfini). La famiglia dei basilosauridi è suddivisa in quattro sottofamiglie: Dorudontinae, Basilosaurinae, Kekenodontinae, e Stromeriinae. I dorudontini furono i primi basilosauridi, con lunghi crani e corpi relativamente brevi. I basilosaurini sono i basilosauridi archetipici, con vertebre allungate e lunghe code. I kekenodontini consistono del singolo genere Kekenodon, poco conosciuto (e uno dei pochi basilosauridi risalente all'Oligocene). Stromerius nidensis è stato descritto nel 2007 e risale al tardo Eocene dell'Egitto; è l'unica specie classificata nella sottofamiglia Stromeriinae (Gingerich, 2007). È inoltre probabile che la stessa famiglia dei basilosauridi fosse un insieme parafiletico, con il clade dei dorudontini più vicino all'origine degli odierni cetacei. 

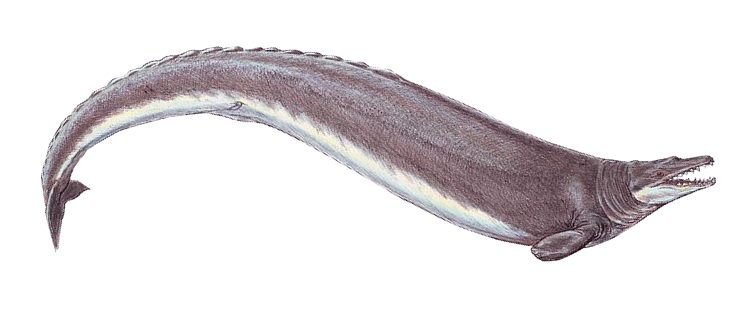
Ricostruzione di Basilosaurus

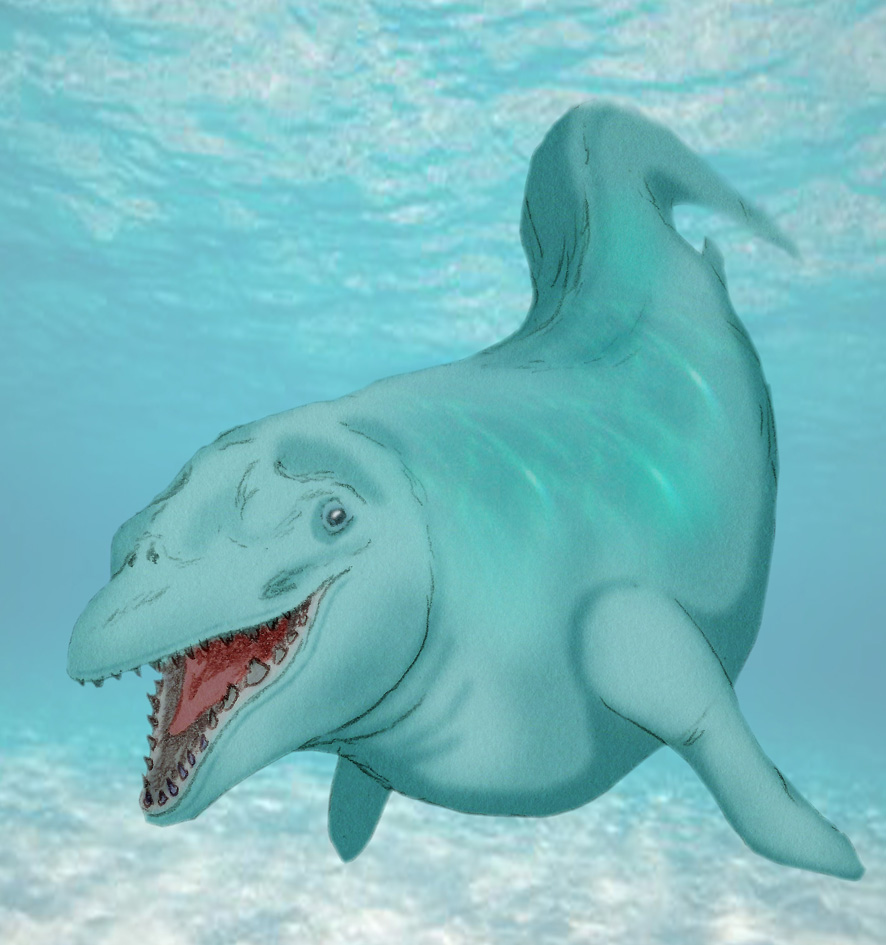
Ricostruzione di Masracetus

### Tassonomia
- Famiglia Basilosauridae
  - Sottofamiglia Basilosaurinae
    - Basilosaurus
    - Basiloterus
    - Basilotritus

  - Sottofamiglia Dorudontinae
    - Ancalecetus
    - Chrysocetus
    - Cynthiacetus
    - Dorudon
    - Masracetus
    - Ocucajea
    - Supayacetus
    - Saghacetus
    - Zygorhiza

  - Sottofamiglia Kekenodontinae
    - Kekenodon
    - Phococetus

  - Sottofamiglia Stromeriinae
    - Stromerius